# Roaring Mountain

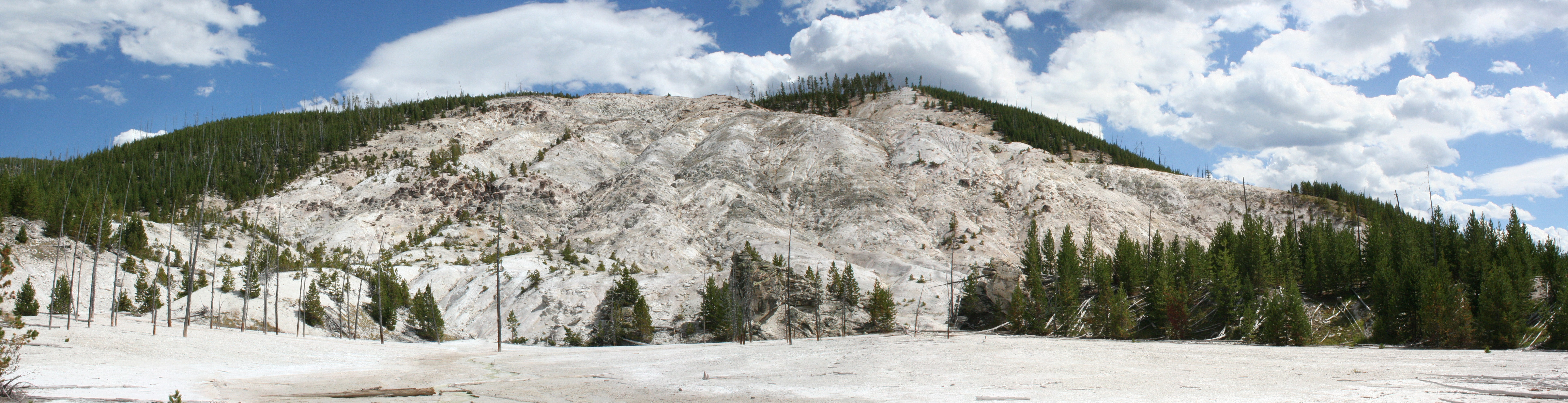
Panorama Roaring Mountain

Roaring Mountain – wzgórze ze źródłami termalnymi w Parku Narodowym Yellowstone o wysokości 2485 m n.p.m. Góra należy do kompleksu Norris Geyser Basin.
Nazwa „rycząca góra” została nadana ze względu na charakterystyczne odgłosy wydawane przez wydobywające się na powierzchnię ziemni gazy i parę wodną o temperaturze 92 °C. Woda zaskórna oraz gruntowa spływając w głąb ulega przegrzaniu przez lawę z komory magmowej znajdującej się w tym miejscu od 1,6 do 3,2 km pod powierzchnią parku. Roztwór wodny zawierający krzemionkę (skutek rozpuszczenia skał) oraz siarkowodór wydostaje się przez pęknięcia i szczeliny tworząc fumarole, które tworzą się przez wypłukanie materiału i rozsadzanie w zbocza góry przez duże ciśnienie gazów. Ze względu na bardzo kwaśne osady wytrącane z roztworu na około góry panuje niekorzystne środowisko dla roślin. 
Skały na których wznosi się Roaring Mountain zbudowane są głównie z ryolitu. Kwaśna skała magmowa powstała w czasie gdy formowała się kaldera Yellowstone. Widoczne są na niej także ślady zlodowacenia plejstoceńskiego mającego miejsce od 30 do 12 tysięcy lat b2k. 
Obecnie góra wykazuje znacznie mniejszą aktywność niż na początku XX wieku. Odkryta została w 1885 roku przez Arnolda Hague i Waltera Weed'a, dwóch geologów. Hague nazwał tę górę ryczącą ponieważ wydawała poprzez fumarole przeciągły, ostry gwizd słyszalny w pogodny, bezwietrzny dzień na wiele mil. Najbardziej efektowny widok można zobaczyć w zimowe dni lub wcześnie rano, gdy różnice temperatur są największe.